# جنگ آمریکا و اسپانیا
جنگ آمریکا و اسپانیا که در سال ۱۸۹۸ میلادی روی داد، منازعه‌ای بود که درپی آن سلطهٔ اسپانیا بر مستعمرات آن در قاره آمریکا پایان یافت و مالکیت برخی از مناطق غربی اقیانوسیه و همچنین آمریکای لاتین به دست ایالات متحده آمریکا افتاد.

## شرح جنگ

### زمینه
از ۱۸۹۰ سیاست آمریکا دیگر نمی‌توانست به مرزهای این کشور محدود شود، لذا با الهام از دکترین مونرو شروع به مقابله با دخالت اروپایی‌ها در قاره آمریکا کرد. ابتدا آمریکا در ۱۸۹۵ در جریان درگیری بریتانیا در ونزوئلا (در مورد تعیین حدود گویان بریتانیا) مداخله کرده و بریتانیا را مجبور به اعلام نظرهای این کشور نموده بود.

### آغاز جنگ
تلاش کوبا برای استقلال و جدا شدن از اسپانیا در فوریه ۱۸۹۵ آغاز شد. سرکوب شدید شورشیان کوبایی توسط نیروهای اسپانیا به‌طور شورانگیزی در روزنامه‌های آمریکا به همراه تصاویر انعکاس یافت که در افکار عمومی مردم آمریکا احساس همدردی با انقلابیون کوبا را موجب شد. غرق شدن مشکوک رزم‌ناو آمریکایی ماین که در بندر هاوانا در کوبا لنگر انداخته و برای محافظت از شهروندان آمریکایی مقیم کوبا در جریان شورش‌ها فرستاده شده بود، تمایل به دخالت آمریکا در امور کوبا را در افکار عمومی دو چندان کرد. سرانجام کنگره ایالات متحده آمریکا علی‌رغم اعلام متارکه موقت از سوی اسپانیا، قانونی را تصویب کرد که به موجب آن، استقلال کوبا به رسمیت شناخته شده و نیروهای اسپانیایی ملزم به ترک آنجا می‌شدند.

### نتیجه جنگ

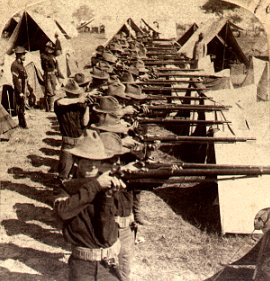
نیروهای داوطلب ایالت کنتاکی آمریکا در پورتوریکو

اسپانیا در تاریخ ۲۴ آوریل به آمریکا اعلان جنگ داد که اعلان جنگ متقابل آمریکا در ۲۵ آوریل را به دنبال داشت. از آنجایی که هیچ‌کدام از نیروهای زمینی و دریایی اسپانیا آماده این نبرد دوردست نبودند، جنگ به‌طور گسترده‌ای به سود آمریکا رقم خورد و ارتش ایالات متحده نیروهای اسپانیایی را که هزاران کیلومتر از کشورشان دور بودند طی ۱۲۳ روز شکست دادند و جزیره کوبا را به تصرف خود درآوردند. در جریان برگزاری کنفرانس صلح و پیمان پاریس در ۱۰ دسامبر ۱۸۹۸، اسپانیا از مطالبات خود در کوبا دست کشید و جزیره گوام و پورتوریکو را به آمریکا واگذار کرد. همچنین مالکیت مجمع‌الجزایر فیلیپین را در ازای دریافت ۲۰ میلیون دلار به آمریکا بخشید. این جنگ نقطه عطف مهمی در تاریخ هر دو کشور محسوب می‌شود. امپراتوری اسپانیا که روزگاری بر مناطق وسیعی از جهان حکم‌فرمایی می‌کرد فرو پاشید و توجه این کشور را از کشورگشایی به امور داخلی آن سوق داد که موجب به پا شدن رنسانسی در فرهنگ و ادبیات این کشور و همچنین توسعه اقتصادی آن شد. در نقطه مقابل، طرف پیروز جنگ یعنی ایالات متحده آمریکا، به یک قدرت جهانی با مستعمراتی پراکنده و دوردست تبدیل شد و به عنوان اهرمی در سیاست بین‌الملل، نقشی تعیین‌کننده را در امور سیاسی اروپا در آینده‌ای نزدیک پس از جنگ بازی کرد.